# Zamach stanu w Syrii (1963)
Zamach stanu w Syrii, rewolucja 8 marca 1963 – zamach stanu przeprowadzony w Syrii 8 marca 1963 przez grupę oficerów związanych z partią Baas; zapoczątkował nieprzerwane rządy tejże partii w Syrii.

## Tło wydarzeń
28 września 1961 zamach stanu Abd al-Karima an-Nahlawiego doprowadził do upadku Zjednoczonej Republiki Arabskiej i zerwania unii Syrii z Egiptem. Do władzy powrócili miejscy notable, którzy odgrywali dominującą rolę w polityce syryjskiej przed zawiązaniem unii. Prezydentem został wywodzący się z tego środowiska Nazim al-Kudsi. Sytuacja w kraju była niestabilna. Praktycznie wszystkie aspekty polityki wewnętrznej i zagranicznej były przedmiotem gwałtownych konfliktów między rządzącą prawicą a ugrupowaniami lewicowymi.

## Przygotowania do zamachu
Niemal natychmiast po zamachu an-Nahlawiego przygotowania do kolejnego puczu podjęli członkowie Komitetu Wojskowego partii Baas, tajnej organizacji utworzonej w 1959, kierowanej przez Muhammada Umrana, Salaha Dżadida, Hafiza al-Asada, Ahmada al-Mira oraz Abd al-Karima al-Dżundiego. Poszukiwali oni wsparcia dla planowanego przewrotu przede wszystkim wśród młodszych oficerów, zdobywając w tej grupie coraz większą popularność. Doszli jednak do wniosku, że dla sukcesu konieczne jest poparcie oficerów wyższych stopniem, także tych niezwiązanych z partią Baas, lecz deklarujących poglądy naserowskie. Po tajnych negocjacjach Komitet Wojskowy uzyskał poparcie dowódcy wywiadu wojskowego płk. Raszida al-Kutajniego, dowodzącego brygadą w Hims Muhammada as-Sufiego oraz dowódcy frontu izraelskiego Zijada al-Harirego. Plany puczu poparł, aczkolwiek z rezerwą, przywódca cywilnych komórek partii Baas Michel Aflak, który dostrzegł w przewrocie wojskowym jedyną szansę uzyskania przez swoją organizację pełni władzy. Komitet Wojskowy nie informował go jednak o postępach przygotowań do przewrotu; w jaki sposób cywile i wojskowi podzielą się wpływami po ewentualnym zwycięstwie, nie zostało ustalone.
Do przyspieszenia działań Komitet Wojskowy skłonił udany zamach stanu w Iraku, przeprowadzony przez iracką gałąź partii Baas. Mimo zastrzeżeń Michela Aflaka, który był zdania, że siły partii w Syrii są niewystarczające, wojskowi postanowili przystąpić do działania natychmiast.

## Przebieg przewrotu
W ostatniej chwili władze dowiedziały się o planach przewrotu i aresztowały niektórych uczestników spisku. Mimo to w nocy z 7 na 8 marca 1963 jednostki dowodzone przez zwolenników przewrotu przystąpiły do zaplanowanych wcześniej działań. Związani z partią Baas oficerowie opanowali garnizon w Dżabal ad-Duruz i rozpoczęli marsz na Damaszek. W tym samym kierunku poprowadził swoje siły al-Hariri. Wojska stacjonujące w Katanie nie zareagowały na działania puczystów, przez co ich oddziały bez problemu opanowały stolicę. Bez walki opanowane zostały radiostacja, biuro sztabu generalnego ds. oficerów i ministerstwo obrony. Społeczeństwo syryjskie nie reagowało na działania wojsk.

## Utworzenie nowego rządu

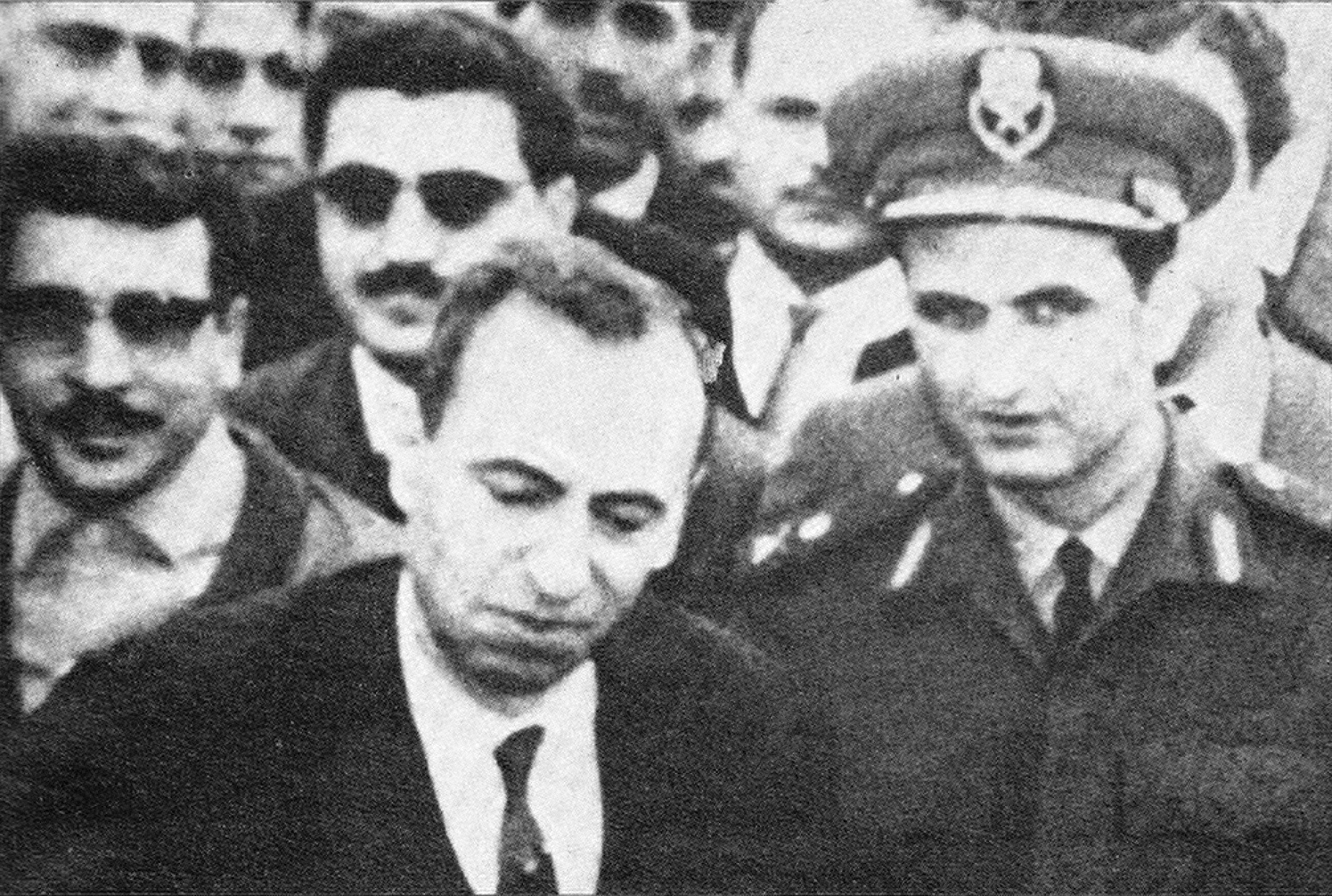
Michel Aflak i Salah Dżadid po zwycięskim przewrocie

Na czele państwa stanęła po przewrocie Narodowa Rada Dowództwa Rewolucji, złożona z dwunastu członków partii Baas i ośmiu naserystów oraz ludzi niezwiązanych z żadną organizacją. Do rządu dopuszczono, obok oficerów, także polityków cywilnych (jeden z twórców partii Baas Salah ad-Din al-Bitar został jej pierwszym przewodniczącym), jednak to pierwsza grupa faktycznie kierowała jego pracami. Najważniejsze decyzje podejmowali, poza posiedzeniami Narodowej Rady, członkowie Komitetu Wojskowego.
Jeszcze na przełomie marca i kwietnia 1963 zwolennicy partii Baas, na czele z ministrem spraw wewnętrznych gen. Aminem al-Hafizem usunęli naserystów z wojska. Doprowadziło to do wystąpienia zwolenników Nasera (który odnosił się do partii Baas z głęboką niechęcią) i nowego zbliżenia z Egiptem także z rządu. 18 lipca 1963 naseryści pod wodzą płk. Dżasima Alwana podjęli próbę przejęcia władzy drogą kolejnego zamachu stanu. Został on jednak stłumiony, a 20 uczestniczących w nim oficerów - natychmiast aresztowanych i straconych. Następnie uzyskane po 8 marca stanowiska stracili także oficerowie i politycy niezależni. Komitet Wojskowy zdobył faktycznie pełnię władzy w Syrii.